# Tramps
Pour les articles homonymes, voir Tramp (homonymie).
Pour plus de détails, voir Fiche technique et Distribution.
Tramps est un film américain réalisé par Adam Leon, sorti en 2016.

## Synopsis
Deux personnes qui ne se connaissent pas se lancent à la poursuite d'une mallette perdue.

## Fiche technique
- Titre : Tramps
- Réalisation : Adam Leon
- Scénario : Adam Leon et Jamund Washington
- Musique : Nicholas Britell
- Photographie : Ashley Connor
- Montage : Morgan Faust et Sara Shaw
- Production : Joshua Astrachan, David Kaplan, Andrea Roa et Jamund Washington
- Société de production : Animal Kingdom, Beachside Films et Rooks Nest Entertainment
- Pays :  États-Unis
- Genre : Aventure et romance
- Durée : 82 minutes
- Dates de sortie : 
  -  Canada : 10 septembre 2016 (festival international du film de Toronto)
  - Netflix : 21 avril 2017

## Distribution
- Callum Turner : Danny
- Grace Van Patten : Ellie
- Michal Vondel : Darren
- Mike Birbiglia : Scott
- Margaret Colin : Evelyn
- Louis Cancelmi (en) : Jimmy
- Mariola Mlekicki : Ola
- Rachel Zeiger-Haag : Vinessa
- Dane Martinez : Russell
- Tarina Milo : Lily Weirengo
- Jamund Washington : Gregory

## Accueil
Le film a reçu un accueil favorable de la critique. Il obtient un score moyen de 76 % sur Metacritic.